# 佐々木英昭
佐々木 英昭（ささき ひであき、1954年8月 - ）は、日本の比較文学者。元龍谷大学大学院国際文化学研究科教授。夏目漱石の周辺を研究する。

## 経歴
1954年鳥取県米子市生まれ。1973年鳥取県立米子東高等学校卒業、1978年東京大学教養学部教養学科（フランス分科）卒業、1982年同大学院人文科学研究科（比較文学比較文化）修士課程修了。愛知県立芸術大学助教授、名古屋工業大学助教授を務める。1992年「「煤煙事件」をめぐる比較文学的研究」で博士（学術）の学位を取得。1996年、これを公刊した『「新しい女」の到来』で日本比較文学会賞受賞。2001年龍谷大学国際文化学部助教授、のち教授、2012年同大学院国際文化学研究科長。この間、国際日本文化研究センター客員助教授。2019年退職。

## 著書
- 『夏目漱石と女性 愛させる理由』新典社(叢刊・日本の文学)1990
- 『「新しい女」の到来 平塚らいてうと漱石』名古屋大学出版会 1994
- 『乃木希典 余は諸君の子弟を殺したり』ミネルヴァ書房(ミネルヴァ日本評伝選)　2005
- 『漱石先生の暗示（サジェスチョン）』名古屋大学出版会、2009
- 『夏目漱石:人間は電車ぢやありませんから』ミネルヴァ日本評伝選、2016
- 『34の例文で苦手を克服　読書感想文虎の巻』幻冬舎、2019

### 編著
- 『異文化への視線 新しい比較文学のために』 名古屋大学出版会 1996
- 森田草平『詳注煤煙』根岸正純共同注釈 国際日本文化研究センター(日文研叢書)　1999
- 『漱石文学全注釈 8 それから』若草書房 2000
- 『芸術・メディアのカルチュラル・スタディーズ』松居竜五共編、ミネルヴァ書房、2009

## 論文
- ＜佐々木英昭